# Système plutonien
Le système plutonien est une des composantes du Système solaire externe. Il comprend six corps célestes liés par la gravité : Pluton et Charon, les deux corps principaux, et Styx, Nix, Kerbéros et Hydre, quatre satellites de tailles nettement inférieures.
Contrairement à la plupart des couples connus, dont le centre de gravité (ou barycentre) se trouve à l'intérieur de l'objet principal (comme le couple Terre–Lune), le couple Pluton–Charon forme un système binaire et son barycentre se situe à l'extérieur de Pluton. Cette particularité est due au rapport des masses des deux corps, qui est assez grand, la masse de Charon valant environ 12 % de celle de Pluton.
Cela permet plusieurs terminologies : Pluton peut être qualifiée de « planète naine » et Charon devient l'un de ses satellites, mais d'autres astronomes choisissent de qualifier le couple de « planète naine double »[réf. obsolète]. Pour l'Union astronomique internationale, seul Pluton est officiellement une planète naine et donc, de fait, Charon continue d'avoir le statut de satellite naturel de Pluton. En revanche, Hydre et Nix étant 300 fois moins massifs que Charon, et Kerbéros et Styx encore plus petits, ils sont clairement des satellites de la planète naine ou de la planète naine double. L'expression « système plutonien » est utilisée ici pour désigner l'ensemble sans trancher entre ces positions.

## Historique

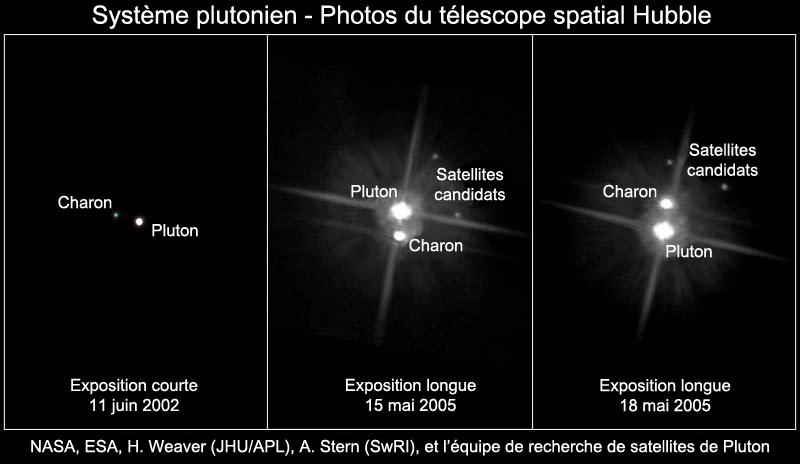
Images du système plutonien par le télescope spatial Hubble.

Pluton a été découvert le 18 février 1930 par l'astronome américain Clyde William Tombaugh (1906-1997). L'objet le plus proche de Pluton, Charon, a été découvert près de cinquante ans plus tard, le 22 juin 1978, par l'astronome américain James W. Christy. Les satellites Hydre et Nix ont été photographiés par le télescope spatial Hubble et découverts par l'équipe du Pluto Companion Search en mai 2005. Quant aux deux autres lunes, Kerbéros est découverte le 20 juillet 2011 et Styx le 11 juillet 2012. Du fait de la sensibilité du télescope et que toute la région de l'espace où le champ gravitationnel de Pluton est dominant a été photographiée[réf. nécessaire], il était peu probable qu'un autre satellite de plus de 20 km de diamètre existe sans avoir été détecté. Cette absence de compagnons supplémentaires a été confirmée lors de la traversée du système par la sonde New Horizons en juillet 2015.
Le 11 février 2013, l'Institut SETI lance la campagne Pluto Rocks!, qui permet aux internautes de voter pour les noms qu'ils préféreraient voir attribués à S/2011 (134340) 1 et S/2012 (134340) 1, surnommés officieusement P4 et P5. Le site permet aussi de proposer des noms tant qu'ils respectent les règles de l’Union astronomique internationale. Le vote était ouvert jusqu'au 25 février 2013. Le 2 juillet 2013, l'UAI annonce officiellement avoir approuvé les noms Kerbéros et Styx pour respectivement P4 et P5.
Le système plutonien est visité pour la première fois en juillet 2015 par la sonde spatiale New Horizons.

## Liste des objets du système
La liste suivante recense les objets connus du système,,,.
|  | Nom      | Désign. provisoire           | Désign. syst. | Dimensions (km) | Masse (1021 kg) | Demi-grand axe (km) | Période de révolution (d) | Exc.  | Incl. (°)    | Déc. |
|  | -------- | ---------------------------- | ------------- | --------------- | --------------- | ------------------- | ------------------------- | ----- | ------------ | ---- |
|  | Pluton   | —                            | —             | 2 370 ± 20      | 13,05 ± 0.07    | 2 390               | 6,387230                  | 0     | —            | 1930 |
|  | Charon   | S/1978 P 1                   | Pluton I      | 1 208 ± 2       | 1,52 ± 0.06     | 17 181 ± 4          | 6,387230                  | 0     | 0,00 ± 0.014 | 1978 |
|  | Nix      | S/2005 P 2                   | Pluton II     | 42 x 36         | <0.005          | 48 675 ± 120        | 24,85463 ± 0,00003        | 0,002 | 0,04 ± 0.22  | 2005 |
|  | Hydre    | S/2005 P 1                   | Pluton III    | 55 × 40         | <0.005          | 64 780 ± 90         | 38,20177 ± 0,00003        | 0,005 | 0,22 ± 0,12  | 2005 |
|  | Kerbéros | S/2011 (134340) 1 (alias P4) | Pluton IV     | ~13             | ?               | 52 000 ± 2000       | 32,16756 ± 0,00014        | ~0    | ~0           | 2011 |
|  | Styx     | S/2012 (134340) 1 (alias P5) | Pluton V      | 7 x 5           | ?               | ~ 45 000            | 20,16155 ± 0,00027        | ~0    | ~0           | 2012 |

## Orbites
| |  |  |
| Couple Pluton–Charon, photographié par New Horizons le 11 juillet 2015. Modélisation d’une vue de biais des orbites de Pluton et de Charon autour de leur barycentre, situé à l’extérieur des deux corps. La synchronicité des rotations est aussi visible. |  |  |

Pluton et Charon ont parfois été appelées une « planète double » (durant la période où Pluton était considéré comme une planète), Charon étant plus grand comparativement à Pluton (la moitié de son diamètre, le huitième de sa masse) que tout autre satellite par rapport à sa planète. Pluton orbite d'ailleurs autour du barycentre du système, qui est situé en dehors de sa surface. Charon et Pluton sont également synchrones et présentent toujours la même face l'un par rapport à l'autre.

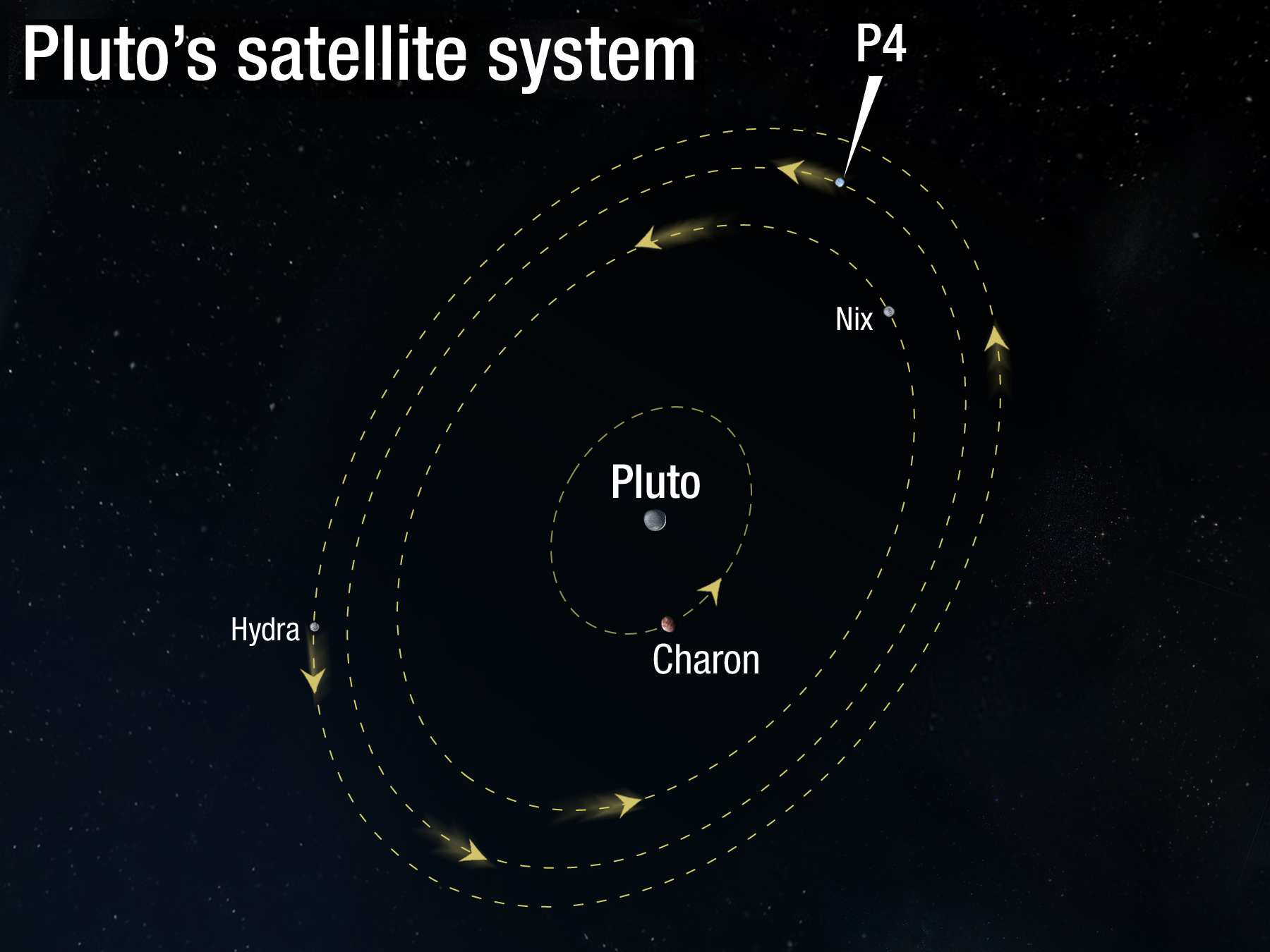
Schéma des orbites du système plutonien. S/2011 (134340) 1 orbite entre les lunes Nix et Hydre.

Styx, Nix, Kerbéros et Hydre sont très proches d'une résonance orbitale 1:3:4:5:6 avec la période orbitale du couple Pluton–Charon. Nix se trouve à 2,7 % de cette résonance et Hydre à 0,3 %. Cette proximité n'est certainement pas un hasard, mais résulte d'une synchronisation avancée[réf. nécessaire].
Il a été émis l'hypothèse de la formation du système plutonien par une collision massive. Cependant, Pluton est l'un des objets les plus rouges du système solaire, tandis que Charon est plutôt gris. Nix est encore plus rouge que Pluton et Hydre légèrement plus gris que Charon. Ces couleurs sont courantes chez les objets de la ceinture de Kuiper, mais leur mélange rend difficilement explicable la création du système à partir d'un seul impact.

## Compositions
Le survol du système plutonien par la sonde New Horizons en juillet 2015 a permis l'analyse des surfaces par spectroscopie infrarouge. La structure interne et la composition globale des objets du système n'ont pas été déterminées directement, mais des modèles plausibles sont établis à partir de données globales (masse, moment d'inertie, etc.).

### Nix, Hydre et Kerbéros
L'imageur infrarouge de New Horizons a détecté les bandes à 1,5 et 2,0 µm de la glace d'eau à la surface des trois satellites. Sur Nix et Hydre, des bandes à 1,65 et 2,21 µm ont aussi été détectées ; la première est caractéristique de la glace d'eau, et la seconde d'un composé de l'ammoniac (peut-être NH4Cl, NH4NO3 ou (NH4)2CO3). La proportion de glace d'eau est estimée à 78+12
 −22 % sur Nix et à plus de  30 % sur Hydre, et cette glace semble répartie assez uniformément. Une bande à 2,42 µm et peut-être une autre à 2,45 µm ont également été détectées, mais restent non identifiées. En revanche, aucune des bandes caractéristiques des glaces de CO2, CH3OH et HCN n'a été détectée.